# Навантажувач

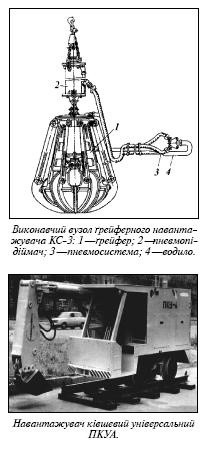
500pxl

Наванта́жувач — самохідна, причіпна або стаціонарна машина, що захоплює, навантажує, переміщує й укладає в транспортні засоби, штабелі або відвали сипкі, грудкові чи поштучні вантажі. Розрізняють ківшеві, грейферні та інші навантажувачі.
Приклади:
1. Навантажувач ковшовий ПКУА (Кривий Ріг, Україна) призначений для механізації в підземних умовах навантаження гірничої маси при проходці водовідливних канавок. Навантажувач працює у виробках, які обладнані рейковою колією шириною 600; 750; 900 мм та магістраллю стиснутого повітря, яка забезпечує тиск 0,5-0,6 МПа. Продуктивність 0,3-0,13 м3/хв., вантажопідйом-ність 1000 кгс, місткість ковша 0,15 м3, маса машини 5,9 т.
2. Навантажувач грейферний, призначений для навантаження великогрудкової гірничої маси та інших вантажів.
3. Навантажувач вилковий, призначений для підйому та переміщення вантажів на палетах. Навантажувач може працювати від ДВС або електродвигуна. Підйом вантажу здійснюється мачтою з гідравлічною системою, максимальна висота підйому сягає 7,5 метрів, максимальна вантажопідйомність — 8 тонн.